# Kvadratisk Gaussumma
Inom talteori är en kvadratisk Gaussumma en viss ändlig summa av enhetsrötter. Summan är uppkallad efter Carl Friedrich Gauss som studerade dem och använde dem till kvadratiska, kubiska och bikvadratiska reciprocitetslagar.

## Definition
Låt p vara ett udda primtal och a ett heltal. Då är Gaussumman modulo p, g(a;p), följande summa av p-te enhetsrötter:
{\displaystyle g(a;p)=\sum _{n=0}^{p-1}e^{2{\pi }ian^{2}/p}=\sum _{n=0}^{p-1}\zeta _{p}^{an^{2}},\quad \zeta _{p}=e^{2{\pi }i/p}.}
Om a inte är delbar med p är ett alternativt uttryck för Gaussumman
{\displaystyle G(a,\chi )=\sum _{n=1}^{p-1}\left({\frac {n}{p}}\right)e^{2{\pi }ian/p}}
där {\displaystyle \chi (n)=\left({\frac {n}{p}}\right)} är Legendresymbolen.